# 東京都立小石川工業高等学校

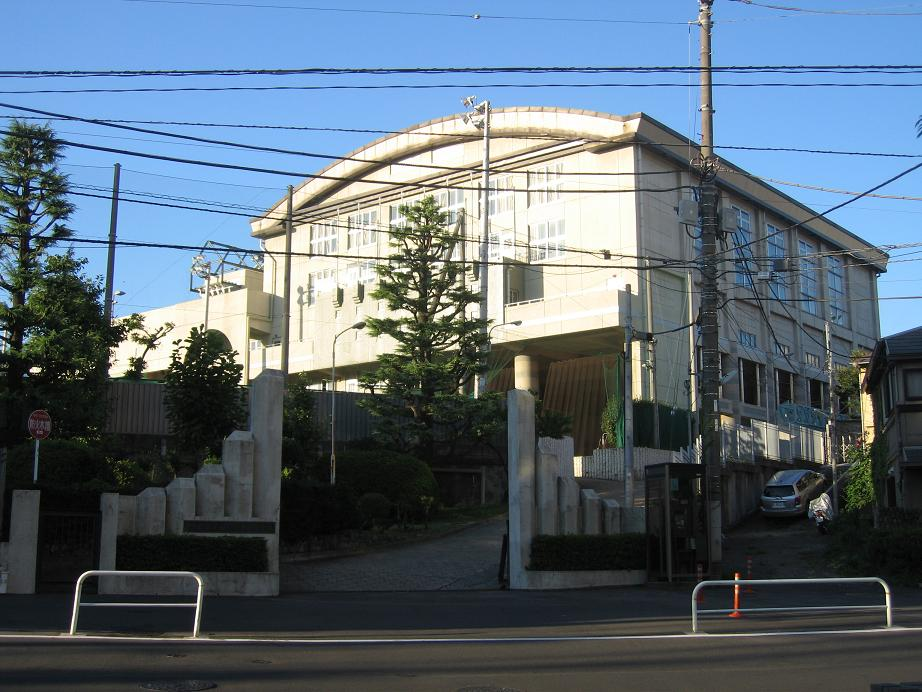
東京都立小石川工業高等学校

東京都立小石川工業高等学校（とうきょうとりつ こいしかわこうぎょうこうとうがっこう）は、かつて東京都新宿区富久町にあった都立工業高等学校。
2008年3月、東京都立総合工科高等学校に統合される形で閉校となった。統合校は東京都立世田谷工業高等学校の地に設置され、各種証明書の発行についても引き継がれている。
小石川工業高校の跡地には、都立総合芸術高校が2010年4月に開設された。

## 教育課程
- 全日制課程
  - 機械科
  - 電気科
  - 電子科
  - 建築科
  - 建設科
- 定時制課程
  - 機械科
  - 建築科

## 沿革
- 1918年 - 東京市立第四工業補習学校として、小石川区竹早町109（現在の文京区小石川5-9竹早公園）に開校。
- 1921年 - 東京市立第四実業学校と改称。
- 1928年 - 小石川区同心町20（現在の文京区春日2-9-5文京区立茗台中学校）へ移転。
- 1932年 - 東京市立小石川工業学校と改称。
- 1943年 - 東京都制施行に伴い、東京都立小石川工業学校と改称。
- 1945年 - 小石川区林町44（現在の文京区千石2-36-3文京区立林町小学校）へ移転。
- 1948年 - 東京都立小石川工業高等学校と改称。
- 1949年 - 新宿区市谷冨久町へ移転。
- 2008年 - 閉校。世田谷工業高等学校と統合し、東京都立総合工科高等学校となる。

## 著名な出身者
- 三代目林家正楽 - 紙切り芸人
- 堀内貴司 - お笑い芸人（コンマニセンチ）
- 渡邉卓也 - プロボクサー
- あらぽん - お笑い芸人（ANZEN漫才）
- 佐藤溪 - 画家

## 所在地
- 〒157-0066 東京都新宿区富久町22-1